# The Great Escape (àlbum)
The Great Escape és el quart àlbum de la banda de britpop Blur, publicat el dia 11 de setembre de 1995.
Després de la publicació del seu àlbum anterior Parklife que va suposar un èxit rotund de popularitat, el nou treball es va centrar temàticament en els suburbis, apostant per un estil menys optimista i més fosc que criticava les pressions de la societat contemporània.

## Llista de cançons
Totes les cançons foren escrites i compostes per Damon Albarn, Graham Coxon, Alex James i Dave Rowntree. 
| Núm. | Títol                                     | Durada |
| ---- | ----------------------------------------- | ------ |
| 1.   | «Stereotypes»                             | 3:10   |
| 2.   | «Country House»                           | 3:57   |
| 3.   | «Best Days»                               | 4:49   |
| 4.   | «Charmless Man»                           | 3:34   |
| 5.   | «Fade Away»                               | 4:19   |
| 6.   | «Top Man»                                 | 4:00   |
| 7.   | «The Universal»                           | 3:58   |
| 8.   | «Mr. Robinson's Quango»                   | 4:02   |
| 9.   | «He Thought of Cars»                      | 4:15   |
| 10.  | «It Could Be You»                         | 3:14   |
| 11.  | «Ernold Same» (featuring Ken Livingstone) | 2:07   |
| 12.  | «Globe Alone»                             | 2:23   |
| 13.  | «Dan Abnormal»                            | 3:24   |
| 14.  | «Entertain Me»                            | 4:19   |
| 15.  | «Yuko and Hiro»                           | 5:24   |

- Inclou una pista oculta: «A World of Change» - 4:20.